# Mamestra canescens
Mamestra canescens là một loài bướm đêm trong họ Noctuidae.